# Saison 3 d'Ugly Betty
Chronologie
Saison 2 d'Ugly Betty Saison 4 d'Ugly Betty
Cet article présente la liste des épisodes de la troisième saison du feuilleton télévisé Ugly Betty.
- Aux États-Unis, la saison 3 a commencé le 25 septembre 2008 et s'est terminée le 21 mai 2009 sur ABC.

## Distribution

### Acteurs Principaux
- America Ferrera (V. F. : Marie Giraudon) : Betty Suarez
- Eric Mabius (V. F. : Anatole de Bodinat) : Daniel Meade
- Vanessa L. Williams (V. F. : Isabelle Leprince) : Wilhelmina Slater
- Becki Newton (V. F. : Agnès Manoury) : Amanda Tanen
- Judith Light (V. F. : Monique Thierry) : Claire Meade
- Ana Ortiz (V. F. : Véronique Alycia) : Hilda Suarez
- Tony Plana (V. F. : François Dunoyer) : Ignacio Suarez
- Michael Urie (V. F. : Damien Witecka) : Marc St James
- Mark Indelicato (V. F. : Victor Naudet) : Justin Suarez
- Ashley Jensen (V. F. : Blanche Ravalec) : Christina McKinney (épisodes 1 à 21)
- Rebecca Romijn (V. F. : Chantal Baroin) : Alexis Meade (épisodes 1 à 4)
- Daniel Eric Gold (V. F. : Cédric Dumond) : Matt Hartley (à partir de l’épisode 15)

### Acteurs Récurrents
Des acteurs invités se joignent à la distribution de chaque épisode, de manière plus ou moins récurrente.

## Épisode 1:Le projet Manhattan
- Titre original : The Manhattan Project
- Diffusions : 
  -  États-Unis : 25 septembre 2008 sur ABC
  -  Suisse : 13 février 2010 sur TSR2
  -  France : 14 juin 2010 sur TF1, 28 février 2012 sur NRJ 12
- Résumé : De retour après un mois de vacances, Betty déborde d'énergie et de bonnes résolutions...

## Épisode 2:Au service de l'ennemi
- Titre original : Filing for the Enemy
- Diffusions : 
  -  États-Unis : 2 octobre 2008 sur ABC
  -  Suisse : 20 février 2010 sur TSR2
  -  France : 14 juin 2010 sur TF1, 29 février 2012 sur NRJ 12
- Résumé : Betty décide de transmettre à Alexis les annotations judicieuses de Daniel quant au numéro de lancement de "Mode" nouvelle version...

## Épisode 3:Petits crimes à la mode
- Titre original : Crimes of Fashion
- Diffusions : 
  -  États-Unis : 9 octobre 2008 sur ABC
  -  Suisse : 20 février 2010 sur TSR2
  -  France : 15 juin 2010 sur TF1, 1er mars 2012 sur NRJ 12
- Résumé : Hilda, qui souhaite discuter avec son nouvel amoureux, Tony, de leur avenir en commun, demande à Betty de leur prêter son appartement. Pendant ce temps-là, une enquête est ouverte pour découvrir qui a voulu tuer Christina...

## Épisode 4:Au pays de Betty
- Titre original : Betty Suarez Land
- Diffusions : 
  -  États-Unis : 16 octobre 2008 sur ABC
  -  Suisse : 27 février 2010 sur TSR2
  -  France : 15 juin 2010 sur TF1, 2 mars 2012 sur NRJ 12
- Résumé : Betty se réjouit du retour de Gio. Mais ce dernier ne veut plus entendre parler d'elle...

## Épisode 5:Une louve dans la bergerie
- Titre original : Granny Pants
- Diffusions : 
  -  États-Unis : 23 octobre 2008 sur ABC
  -  Suisse : 27 février 2010 sur TSR2
  -  France : 17 juin 2010 sur TF1, 5 mars 2012 sur NRJ 12
- Résumé : Betty fait engager Kimmie Keegan à Mode comme stagiaire. Elle le fait à contrecœur et va bientôt en subir les conséquences...
- Guest-Star : Lindsay Lohan (Kimmie Keegan)

## Épisode 6:Panier de fruits ou panier de crabes?
- Titre original : Ugly Berry
- Diffusions : 
  -  États-Unis : 30 octobre 2008 sur ABC
  -  Suisse : 20 mars 2010 sur TSR2
  -  France : 17 juin 2010 sur TF1, 6 mars 2012 sur NRJ 12
- Résumé : Sous l'influence de son voisin, Jesse, Betty décroche un sujet du numéro spécial du mois de mars de Mode...

## Épisode 7:Betty sur un toit brûlant
- Titre original : Crush'd
- Diffusions : 
  -  États-Unis : 6 novembre 2008 sur ABC
  -  Suisse : 27 mars 2010 sur TSR2
  -  France : 18 juin 2010 sur TF1, 7 mars 2012 sur NRJ 12
- Résumé : Betty organise une grande fête de soutien au groupe de Jesse...

Jesse et Amanda s'embrassent, Betty est déçue. Elle veut renvoyer Amanda de chez elle, mais Amanda s'excuse donc Betty accepte qu'elle reste. Betty et Wilhelmina se retrouve seule sur le toit.

## Épisode 8:La Tornado Girl
- Titre original : Tornado Girl
- Diffusions : 
  -  États-Unis : 13 novembre 2008 sur ABC
  -  Suisse : 3 avril 2010 sur TSR2
  -  France : 18 juin 2010 sur TF1, 8 mars 2012 sur NRJ 12
- Résumé : Tous les rédacteurs partant en séminaire, Daniel confie à Betty la responsabilité du bon à tirer d'un numéro spécial de Mode :  'Dans l'œil de la tornade Mode'  mais les choses ne se passent pas comme prévu...

## Épisode 9:Le choix du YETI
- Titre original : When Betty met YETI
- Diffusions : 
  -  États-Unis : 20 novembre 2008 sur ABC
  -  Suisse : 3 avril 2010 sur TSR2
  -  France : 21 juin 2010 sur TF1, 9 mars 2012 sur NRJ 12
- Résumé : Betty et Marc sont en concurrence pour entrer au Y.E.T.I., une prestigieuse école de journalisme à New York...

## Épisode 10:La folle journée d'Amanda
- Titre original : Bad Amanda
- Diffusions : 
  -  États-Unis : 4 décembre 2008 sur ABC
  -  Suisse : 10 avril 2010 sur TSR2
  -  France : 21 juin 2010 sur TF1, 12 mars 2012 sur NRJ 12
- Résumé : Betty et Amanda, qui sont désormais colocataires, doivent écrire un article pour le site internet ModeNY.com...

## Épisode 11:Cartes sur table
- Titre original : Dressed for Success
- Diffusions : 
  -  États-Unis : 8 janvier 2009 sur ABC
  -  Suisse : 17 avril 2010 sur TSR2
  -  France : 22 juin 2010 sur TF1, 13 mars 2012 sur NRJ 12
- Résumé : Betty rencontre Jodie Papadakis, son modèle de réussite dans la presse. Pendant ce temps, Hilda prépare la réouverture de son salon de coiffure...

## Épisode 12:Deux sœurs au bord de la crise de nerfs
- Titre original : Sisters on the Verge of a Nervous Breakdown
- Diffusions : 
  -  États-Unis : 22 janvier 2009 sur ABC
  -  Suisse : 24 avril 2010 sur TSR2
  -  France : 22 juin 2010 sur TF1, 14 mars 2012 sur NRJ 12
- Résumé : Après l'attaque cardiaque de son père, Betty décide de prendre deux semaines de congé pour s'occuper de lui...

## Épisode 13:Baiser d'adieu
- Titre original : Kissed Off
- Diffusions : 
  -  États-Unis : 5 février 2009 sur ABC
  -  France : 24 juin 2010 sur TF1, 15 mars 2012 sur NRJ 12
  -  Suisse : sur TSR2
- Résumé : Avant de déménager de Manhattan pour revenir vivre avec sa famille, Betty a une conversation avec Jesse...

## Épisode 14:Ignacio et ses femmes
- Titre original : The Courtship of Betty's Father
- Diffusions : 
  -  États-Unis : 12 février 2009 sur ABC
  -  Suisse : 1er mai 2010 sur TSR2
  -  France : 24 juin 2010 sur TF1, 16 mars 2012 sur NRJ 12
- Résumé : Betty et Hilda ne voient pas d'un très bon œil la relation amoureuse qu'a Ignacio avec son infirmière, Elena...

## Épisode 15:La mode donne des ailes
- Titre original : There's No Place Like Mode
- Diffusions : 
  -  États-Unis : 19 février 2009 sur ABC
  -  Suisse : 8 mai 2010 sur TSR2
  -  France : 25 juin 2010 sur TF1
- Résumé : Betty est heureuse. Une belle occasion s'offre à elle, en effet, une styliste en vogue apprécie ses idées...

## Épisode 16:Tout s'écroule
- Titre original : Things Fall Apart
- Diffusions : 
  -  États-Unis : 26 février 2009 sur ABC
  -  Suisse : 15 mai 2010 sur TSR2
  -  France : 25 juin 2010 sur TF1
- Résumé : Connor fuit le pays après avoir détourné les fonds de Meade Publications...

## Épisode 17:Le combat des chefs
- Titre original : Sugar Daddy
- Diffusions : 
  -  États-Unis : 5 mars 2009 sur ABC
  -  Suisse : 22 mai 2010 sur TSR2
  -  France : 28 juin 2010 sur TF1
- Résumé : Ignacio s'inscrit à un concours culinaire pour essayer de gagner 10 000 dollars afin de racheter sa maison.

## Épisode 18:Sa mère ou moi
- Titre original : A Mother of a Problem
- Diffusions : 
  -  États-Unis : 12 mars 2009 sur ABC
  -  Suisse : 5 juin 2010 sur TSR2
  -  France : 28 juin 2010 sur TF1
- Résumé : Betty doit affronter Victoria Hartley, la mère de Matt...

## Épisode 19:Le Spécial Sexe
- Titre original : The Sex Issue
- Diffusions : 
  -  États-Unis : 19 mars 2009 sur ABC
  -  France : 29 juin 2010 sur TF1
  -  Suisse : 3 juillet 2010 sur TSR2
- Résumé : Betty est perturbée et vexée que Matt refuse de passer la nuit avec elle. Pendant ce temps-là, Wilhelmina engage un baby-sitter...

## Épisode 20:Le Coup du Lapin
- Titre original : Rabbit Test
- Diffusions : 
  -  États-Unis : 30 avril 2009 sur ABC
  -  France : 29 juin 2010 sur TF1
  -  Suisse : 10 juillet 2010 sur TSR2
- Résumé : Betty et Daniel tentent de sauver Meade Publications en proposant à Calvin Hartley, le père de Matt, d'investir dans le groupe...

## Épisode 21:Bébé en fuite
- Titre original : The Born Identity
- Diffusions : 
  -  États-Unis : 7 mai 2009 sur ABC
  -  France : 1er juillet 2010 sur TF1
  -  Suisse : 17 juillet 2010 sur TSR2
- Résumé : Christina, la mère porteuse du bébé de Wilhelmina, kidnappe le nourrisson...

## Épisode 22:Des étoiles plein les yeux
- Titre original : In The Stars
- Diffusions : 
  -  États-Unis : 14 mai 2009 sur ABC
  -  France : 1er juillet 2010 sur TF1
  -  Suisse : sur TSR2
- Résumé : Betty, Marc et Matt se démènent pour que leur projet sorte vainqueur. Daniel et Ignacio demandent à leur fiancée respective, Molly et Elena, de les épouser...

## Épisode 23:Match retour (1/2)
- Titre original : Curveball (1/2)
- Diffusions : 
  -  États-Unis : 21 mai 2009 sur ABC
  -  France : 2 juillet 2010 sur TF1
  -  Suisse :  31 juillet 2010 sur TSR2
- Résumé : Betty et Marc patientent, anxieux, dans l'attente des résultats de leurs entretiens respectifs. Le soudain retour à New York d'Henry crée un certain trouble...

## Épisode 24:Le gagnant est... (2/2)
- Titre original : The Fall Issue (2/2)
- Diffusions : 
  -  États-Unis : 21 mai 2009 sur ABC
  -  France : 2 juillet 2010 sur TF1
  -  Suisse : 7 août 2010 sur TSR2
- Résumé : Alors que le hors-série mariage de 'Mode' est nommé pour les MaMa Awards, un grand prix professionnel, Daniel et Wilhelmina doivent choisir, qui de Betty ou de Marc, deviendra le nouveau rédacteur-journaliste de Mode...